# Zwingenberg (Bergstraße)
Zwingenberg este un oraș din landul Hessa, Germania.